# Longeault
 Longeault  là một xã ở tỉnh Côte-d’Or trong vùng Bourgogne, phía đông nước Pháp. Khu vực này có độ cao từ 193-198 mét trên mực nước biển.
Dân số năm 2006 là 606 người.